# Air Georgian
Air Georgian war eine kanadische Fluggesellschaft mit Sitz in Mississauga. Sie führte ihren Betrieb im Auftrag von Air Canada gemeinsam mit weiteren Unternehmen unter der Dachmarke Air Canada Express durch.

## Geschichte

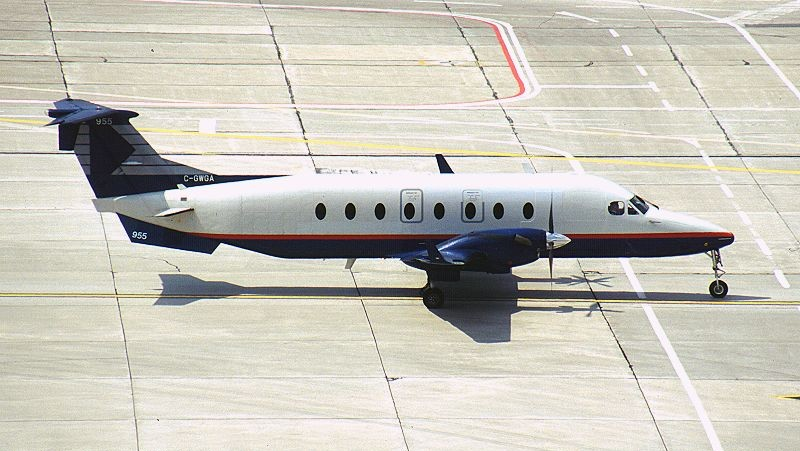
Eine Beechcraft 1900, noch in Farben der Canadian

Air Georgian wurde 1994 in Orillia (Ontario) gegründet. Sie übernahm im Dezember 1994 vier Cessna 208, mit denen die Betriebsaufnahme erfolgte. Zunächst war das Unternehmen als Frachtfluggesellschaft tätig. Ihr erstes Passagierflugzeug war eine Beechcraft King Air, die sie im April 1995 erhielt. Die erste Beechcraft 1900 ergänzte im November 1996 die Flotte. Im Jahr 1997 ging die Gesellschaft eine Kooperation mit Canadian Airlines International ein und leistete im Markenauftritt Canadian Partners Zubringerverkehr für diese. Anfang 1999 bestand die Flotte aus einer Beechcraft King Air, sieben Cessna 208B und elf Beechcraft 1900D.
Infolge der Übernahme von Canadian Airlines durch Air Canada wurde die Gesellschaft zu einem Kooperationspartner dieses Unternehmens. In der Folgezeit führte Air Georgian bis 2011 unter dem Markenauftritt Air Alliance sowie danach als Air Canada Express regionale Linienflüge für Air Canada durch. Im September 2013 schlossen sich die Stammgesellschaften der Air Georgian und der Regional 1 Airlines zur Holding Regional Express Aviation Limited (REAL) zusammen, wobei die beiden Fluggesellschaften als deren Einzelunternehmen bestehen blieben. Air Georgian setzte im Anschluss die Zusammenarbeit mit Air Canada fort und übernahm im Frühjahr 2014 mit einer Bombardier CRJ100 ihr erstes Strahlflugzeug.
Air Canada beendete 2019 die Zusammenarbeit mit Air Georgian, welche in Folge im Juni 2020 insolvenz anmelden musste.

## Flugziele
Die Gesellschaft befliegt im Auftrag von Air Canada nationale Strecken sowie Verbindungen in die USA.

## Flotte
Mit Stand März 2018 besteht die Flotte aus 17 Flugzeugen mit einem Durchschnittsalter von 18,2 Jahren und einer Gesamtkapazität von 850 Sitzplätzen:
| Flugzeugtyp         | aktiv | bestellt | Anmerkungen                                    | Passagierplätze |
| ------------------- | ----- | -------- | ---------------------------------------------- | --------------- |
| Bombardier CRJ100   | 5     |          | betrieben im Markenauftritt Air Canada Express | 50              |
| Bombardier CRJ200ER | 11    |          | betrieben im Markenauftritt Air Canada Express | 50              |
| Bombardier CRJ200LR | 1     |          | betrieben im Markenauftritt Air Canada Express | 50              |
| gesamt              | 17    | –        |                                                |                 |

Zuvor betrieb die Gesellschaft Beechcraft 1900C und 1900D, Beechcraft King Air sowie Cessna 208B der Versionen Grand Caravan und Super Cargomaster.

## Zwischenfälle
- Am 4. März 1997 verunglückte eine in Hamilton gestartete Cessna 208B Super Cargomaster der Air Georgian (Luftfahrzeugkennzeichen C-FESJ) während des Anflugs auf den Flughafen Barrie-Orillia Lake Simcoe (Ontario). Der Pilot, einziger Insasse auf dem Frachtflug, kam ums Leben. Das Flugzeug konnte repariert werden.[9]

- Am 17. Januar 2004 stürzte eine Cessna 208B Grand Caravan der Georgian Express (C-FAGA) kurz nach dem Start von der Insel Pelee zu einem Flug nach Windsor auf die zugefrorene Oberfläche des Eriesees. Unfallursachen waren vereiste Tragflächen und eine Überladung um 576 kg bzw. 15 Prozent, nach dem Einfahren der Auftriebshilfen kam es daraufhin zum Strömungsabriss. Bei dem Unfall wurden alle zehn Personen an Bord getötet (siehe auch Georgian-Express-Flug 126).[10]